# Clube de Jovens Republicanos de Nova Iorque
O Clube de Jovens Republicanos de Nova Iorque é uma organização para membros do Partido Republicano que possuem entre 18 e 40 anos de idade sediada em Manhattan em Nova Iorque. O Clube de Jovens Republicanos de Nova Iorque é o maior e mais antigo comitê dos Estados Unidos, fundado em 1911 com organizações predecessoras que remontam ao ano de 1856. O clube é afiliado e oficialmente reconhecido pelos Young Republicans do Estado de Nova Iorque e pela federação nacional do partido, bem como pelos comitês republicanos do bairro, do estado e nacional.
As organizações republicanas da cidade de Nova Iorque já foram um bastião da tendência dos republicanos moderados com visões liberais ou centristas sobre questões sociais, mas, desde a eleição de Donald Trump, passaram a se posicionar acentuadamente à direita política.

## História

### Fundação
Em abril de 1911, trinta e dois jovens, liderados por um jovem advogado de Manhattan, Benjamin M. Day, juntamente com Philip J. McCook, Lloyd Carpenter Griscom, Frederick Paul Keppel, Henry W. Goddard, Edward R. Finch, Alfred Conkling Coxe Jr., Lindon Bates Jr., Thomas D. Thacher, Albert S. Bard e Robert McC. Marsh, formaram o Clube de Jovens Republicanos de Nova Iorque.
Esse era um desdobramento do anterior Clube Republicano dos Rapazes de Nova Iorque, fundado em 1879 em meio ao surgimento de clubes políticos, que por sua vez era um descendente da ainda mais antigaUnião Republicana dos Rapazes de Nova Iorque, fundada em 1856.
A primeira aparição pública do clube foi em um jantar realizado em dezembro de 1911. O convidado de honra foi o presidente dos Estados Unidos, William Howard Taft, e o principal orador foi o senador de Idaho, William Borah.
Em 1930, o Clube de Jovens Republicanos de Nova Iorque distribuiu um questionário entre seus membros; das 649 respostas, um número esmagador (424) apoiou a revogação da Décima Oitava Emenda (que proibia comercialização de bebidas alcoólicas), 117 foram favoráveis à modificação da Lei Volstead e apenas 108 foram favoráveis à aplicação da proibição.

### Administração de Tomas E. Dewey
O Clube dos Jovens Republicanos de Nova Iorque foi significativo para a rede política de apoio do governador Thomas E. Dewey. Membros do clube desempenharam papéis importantes nas campanhas de Dewey para governador e presidente, e em 1952 e 1956, Dewey utilizou o clube para promover as campanhas presidenciais de Dwight D. Eisenhower.
Na década de 1950, John Lindsay, que mais tarde se tornaria prefeito da cidade de Nova Iorque, juntou-se à organização, que era um grupo exclusivamente masculino na época. Tornou-se vice-presidente do grupo em 1951 e, após a vitória de Eisenhower em 1952, tornou-se presidente do grupo. Durante sua presidência, Lindsay esteve envolvido em uma acirrada batalha interna entre uma facção liderada por Charles Miller Metzner (à qual Lindsay pertencia) e uma facção rival liderada por F. Clifton White e William A. Rusher.

### Eleições de 1964
Em 1964, o jornal The New York Times descreveu o clube como "não muito grande", mas "antigo e influente nos assuntos dos Jovens Republicanos". Naquele ano, o clube foi descrito como tendo 1.200 membros em toda a cidade. Em meio à disputa presidencial republicana de 1964 entre o governador republicano de Nova Iorque, Nelson Rockefeller, e o senador do Arizona, Barry Goldwater, uma tendência pró-Rockefeller venceu a presidência do clube por uma votação de 365–202 sobre um candidato independente concorrendo com apoio conservador. 
O grupo apoiou a campanha de Rockeller para a nomeação presidencial republicana com 184 votos a favor e 6 contra, e apoiou, com 187 votos a favor e 1 contra, a reeleição do senador de Nova Iorque MacNeil Mitchell, que estava enfrentando um desafio insurgente nas primárias de Eric Javits, sobrinho de Jacob Javits. No mesmo ano, o clube apoiou a decisão de John Lindsay de concorrer à reeleição como prefeito como um republicano independente; as posições do clube fizeram com que o grupo rompesse com os líderes de outros clubes da Juventude Republicana na cidade, como os do City College, da Universidade de Nova Iorque, do Colégio Columbia e da Universidade Fordham, bem como do Clube Republicano das Jovens Mulheres de Nova York, todos os quais condenaram a decisão de Lindsay.

### Trumpismo
Após a ascensão de Donald Trump no Partido Republicano, os grupos republicanos da cidade se voltaram decididamente para a direita. No ano de 2018, dois membros relativamente novos do clube, Gavin Wax e Vish Burra, foram eleitos presidente e vice-presidente, respectivamente. O objetivo deles era fazer o clube crescer por meio de festas (com presença de bebidas alcoólicas), retórica militante e endosso de “figuras controversas da extrema-direita”. Em dezembro de 2020, em meio à pandemia da COVID-19, o clube organizou um baile de gala em Jersey City, na Nova Jérsia, onde os participantes desrespeitaram as diretrizes de saúde pública no combate da COVID-19. Dezenas de pessoas se reuniram em multidões em ambientes fechados, não usaram máscaras e não se distanciaram socialmente. Matt Gaetz, um congressista republicano da Flórida, e o jornalista, James O'Keefe participaram da festa. O governador democrata de Nova Jérsia, Phil Murphy, criticou o evento.
No âmbito internacional, o clube apoiou a reeleição do presidente brasileiro Jair Bolsonaro na eleição presidencial brasileira de 2022. Quando Bolsonaro foi derrotado por Luiz Inácio Lula da Silva, por uma pequena margem dos votos, o clube acusou os partidos de esquerda brasileiros de fraude eleitoral em massa (sem oferecer qualquer evidência em apoio a essa afirmação), alegou que Bolsonaro era o vencedor legítimo e endossou um golpe militar para manter Bolsonaro no poder.
Em dezembro de 2022, o clube realizou um novo evento de gala em Manhattan que contou com a participação de políticos republicanos e membros da extrema-direita. No evento, a congressista pelo estado da Geórgia republicana Marjorie Taylor Greene disse aos participantes que se ela e o ex-conselheiro de Trump, Steve Bannon tivessem organizado o ataque ao Capitólio dos Estados Unidos em 6 de janeiro, “nós teríamos vencido” e “teria sido armado.” Para além de Taylor Greene, participaram da festa Jack Posobiec (um teórico da conspiração de extrema direita que promoveu as teorias da conspiração do Pizzagate) e Donald Trump Jr. Foram apresentados como "convidados especiais" estavam três novos membros republicanos eleitos da Câmara — George Santos de Nova Iorque, Cory Mills da Flórida e Mike Collins da Geórgia. Também participaram do evento o editor de opinião da revista Newsweek, Josh Hammer, Peter Brimelow, um ativista anti-imigração cujo site VDARE publica textos de nacionalistas brancos, e membros do Partido da Liberdade da Áustria (FPÖ) e da Alternativa para a Alemanha (AfD), dois partidos europeus de extrema-direita com uma herança autoritária.
Em julho de 2023, o clube endossou a reeleição de Nayib Bukele para presidente nas eleições Eleições gerais salvadorenhas de 2024. Em 2024, o grupo apoiou a candidatura de Donald Trump para as Eleição presidencial nos Estados Unidos de 2024.